# Władysława Kostakówna
Władysława z Kostaków Śliwińska (ur. 20 grudnia 1908 w Warszawie, zm. 1 marca 2001 w Aix-en-Provence) – polska uczestniczka konkursów piękności, pierwsza Miss Polonia, wybrana w 1929 roku.

## Życiorys
Jej ojciec Stanisław Kostak był rzeźbiarzem. W 1914 roku, tj. w czasie I wojny światowej, wraz z rodzicami wyemigrowała z Polski i zamieszkała na Krymie. W 1920 roku powróciła do Warszawy. Przez trzy lata swojego życia mieszkała w podparyskim klasztorze w St.Georges d’Aurac.
W styczniu 1929 roku wówczas 21-letnia Kostakówna, pracująca wówczas jako korespondentka Miejskiej Kasy Oszczędnościowej w Warszawie, otrzymała tytuł Miss Polonia, wygrywając z hrabiankami i arystokratkami. Dzięki wygranej reprezentowała Polskę w konkursie Miss Europe organizowanym w Paryżu. Została wówczas pierwszą wicemiss Europy.
5 stycznia 1930 roku w katedrze św. Jana w Warszawie wyszła za adwokata Leona Śliwińskiego. Podczas II wojny światowej była szyfrantką i agentką sieci morskiej podporządkowanej Ekspozyturze „Francja”, działała pod pseudonimem operacyjnym „Maria”. W 1946 roku wyjechała z mężem do Casablanki.
19 lutego 1951 roku na pokładzie brytyjskiego okrętu HMS Liverpool w porcie Casablanca otrzymała za swoją działalność wojenną King’s Medal for Courage in the Cause of Freedom, a 10 czerwca 1986 roku w Paryżu Legię Honorową. Wśród jej odznaczeń znajdowały się również Złoty Krzyż Zasługi z Mieczami, Croix de Guerre i Médaille en Vermeil.
Przed śmiercią wróciła do Francji, gdzie zamieszkała w Aix-en-Provence.